# Кочубей у темниці
«Кочубей у темниці» — один з перших українських чорно-білих сюжетних фільмів. Фільм-кінодекламацію знято у 1907 році у фотокіноательє на Хрещатику, 39 у Києві, режисер — О. Суков-Верещагін. Метраж стрічки — 120 метрів. Фільм втрачено.

## Сюжет
Фільм знято за мотивами поеми О. С. Пушкіна «Полтава».

## Знімальна група
- Режисер — О. Суков-Верещагін
- Оператор — Качанов

## В ролях
- О. Суков-Верещагін — Кочубей
- М. Полянський — Орлик